# La Famille (Chagall)
Pour les articles homonymes, voir La Famille.
La Famille est un tableau réalisé par le peintre français Marc Chagall en 1976. Cette huile sur toile se compose de différents personnages et d'une chèvre disposés autour d'un paysage urbain représentant Vitebsk, aujourd'hui en Biélorussie. Elle est conservée dans une collection privée.